# Paulownia tomentosa
Paulownia tomentosa (Thunb.) Steud., conhecida popularmente como kiri-japonês, árvore-da-imperatriz, árvore-da-princesa, imperatriz-real ou paulónia, é uma árvore originária do norte da China e Coreia. É encontrada também no Japão e foi introduzida na Europa, em 1834, via Japão. 

## Etimologia
O gênero foi nomeado por Philipp Franz von Siebold em homenagem a Ana Pavlovna da Rússia, princesa dos Países Baixos, filha do Czar Paulo I da Rússia. A espécie foi intitulada tomentosa devido a suas flores e grandes folhas serem cobertas por pelos.
Kiri (cortar, perfurar em japonês) refere-se à crença de que a árvore cresce melhor se for cortada. É tradição no Japão plantar uma árvore dessa no nascimento de uma filha, para mais tarde transformá-la em uma cômoda ou "baú de esperança" como oferta de casamento. Por isso a árvore é muito popular no país e praticamente a única espécie reconhecida do seu gênero.

## Descrição

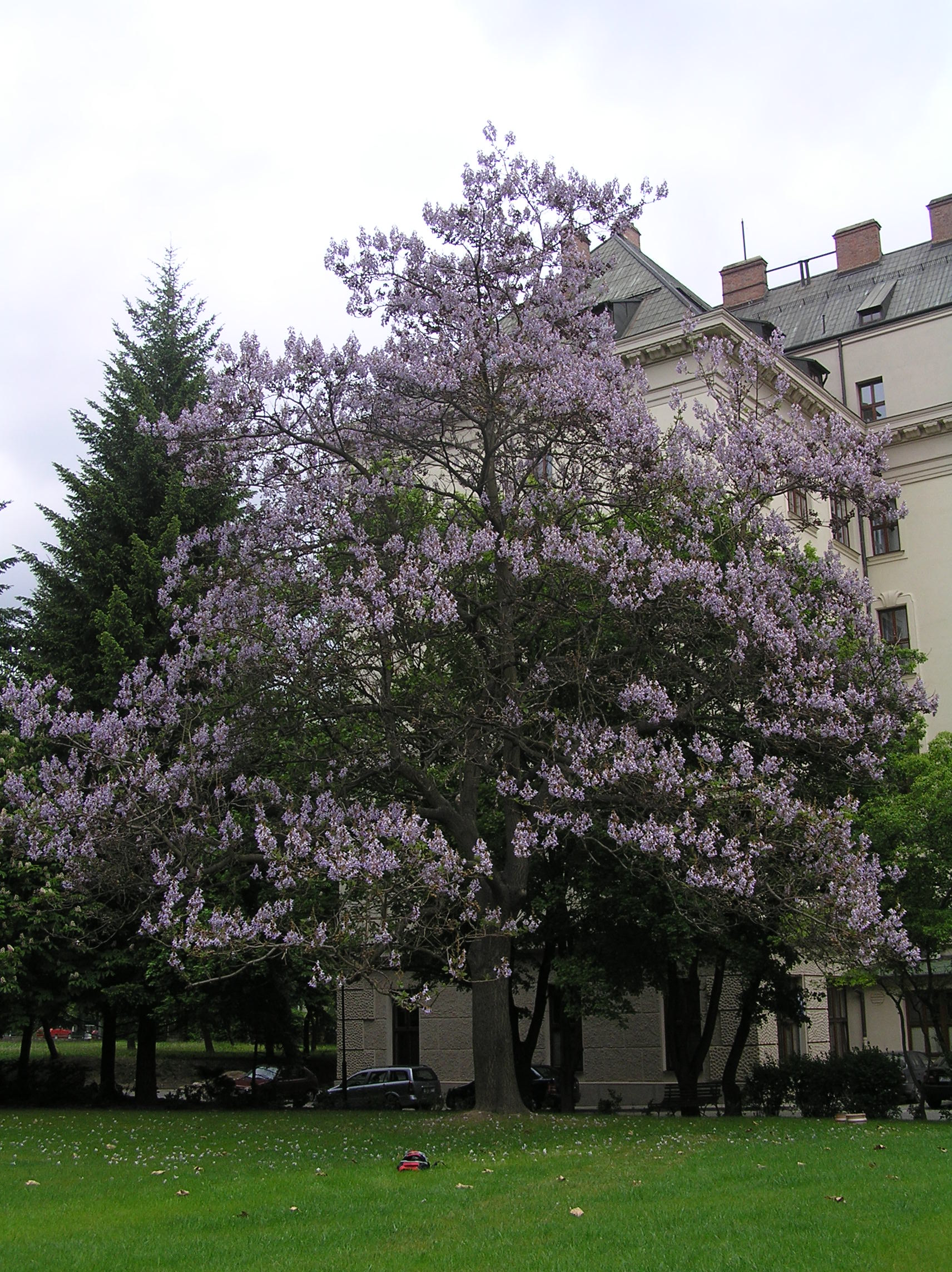
Palownia tomentosa florida.

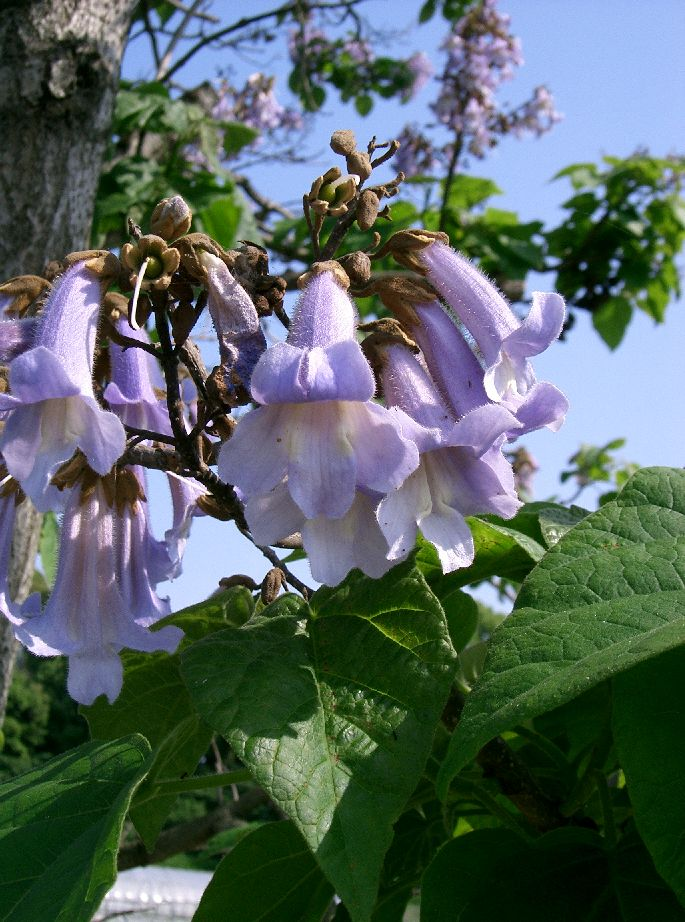
Flores tubulares da Palownia tomentosa.

São árvores decíduas que podem alcançar até 25m de altura com um tronco de até 1m de diâmetro. Apresentam folhas grandes com limbo de até 30 cm de comprimento e 25 cm de largura, além do longo pecíolo. As folhas são pilosas, distribuídas nos ramos de maneira oposta. As flores aromáticas são tubulares, semelhantes às flores da digitalis, de coloração violeta e distribuídas em panículas. O fruto é uma cápsula seca oval contendo milhares de sementes minúsculas. A madeira é bastante leve.

## Aplicação
Por serem plantas com flores decorativas, de crescimento rápido e resistentes à poluição são plantadas em parques, jardins e ruas. A madeira é de muito boa qualidade, apreciada em marcenaria no Oriente, sobretudo na China e no Japão. As sementes eram usadas, à semelhança do esferovite, para proteger as porcelanas durante o transporte. É considerada uma espécie invasora em alguns países, como é o caso dos Estados Unidos, onde ameaça as plantas nativas.